# Tobias Moers
Tobias Moers (Friburgo na Brisgóvia, maio de 1966) é um empresário alemão.

## Carreira
Moers estudou engenharia mecânica na Universidade de Ciências Aplicadas de Offenburg (Dipl.-Wirtschaftsingenieur FH).
Moers trabalhou para a Daimler AG por 26 anos, chegando ao cargo de Presidente do Conselho de Administração e de diretor executivo da Mercedes-AMG GmbH em outubro de 2013.
Em 26 de maio de 2020, a Aston Martin Lagonda anunciou que Andy Palmer havia deixado o cargo de diretor executivo e que Keith Stanton preencheria a lacuna como diretor interino de operações até Tobias Moers assumir como seu substituto em 1 de agosto. Porém, no início de maio de 2022, foi anunciado que Moers estava deixando o cargo de diretor executivo com efeito imediato, permanecendo como consultor até o final de julho e que Amedeo Felisa o sucederia.